# Brumov-Bylnice
Brumov-Bylnice (pronunție în cehă [ˈbrumov ˈbɪlɲɪtsɛ]) este o comună și un oraș din districtul Zlín din regiunea Zlín din Cehia. Are o populație de aproximativ 5.400 de locuitori. Centrul istoric al orașului Brumov și colonia muncitorilor sunt bine conservate și sunt protejate prin lege ca două zone de monument urban.

## Diviziuni administrative
Comuna Brumov-Bylnice este format din patru diviziuni administrative (în paranteze populația conform recensământului din 2021):
- Brumov (2877)
- Bylnice (1802)
- Sidonie (236)
- Svatý Štěpán (276)

## Etimologie
Cel mai vechi document din 1256 conține deja numele Brumov de astăzi, însă forma originală (documentată în 1303) a fost Brunov derivată din numele personal Bruno (probabil episcopul Olomouc Bruno de Schauenburg).
Numele Bylnice a fost format din adjectivul bylný și se referea la un curs de apă care curgea printre ierburi numeroase.

## Geografie
Brumov-Bylnice se află la 30 kilometri (19 mi) est de Zlín, la granița cu Slovacia. Zona urbană Brumov-Bylnice se găsește la aproximativ 5 kilometri (3 mi) de la frontieră.
Brumov-Bylnice se află în lanțul muntos Carpații Albi și în Zona Peisagistică Protejată Bílé Karpaty. 
Cel mai înalt punct este muntele Průklesy, la 836 metri (2.743 ft) deasupra nivelului mării. 
Râul Vlára curge prin partea de sud a teritoriului comunei Brumov-Bylnice.
Pârâul Brumovka curge prin orașul propriu-zis, înainte de a se vărsa în Vlára. 
Locul în care Vlára părăsește Cehia este cunoscut sub numele de Pasul Vlára. Vlára a tăiat creasta munților Carpații Albi prin eroziune, a creat Pasul Vlára și a devenit un afluent al râului Váh.

## Istorie

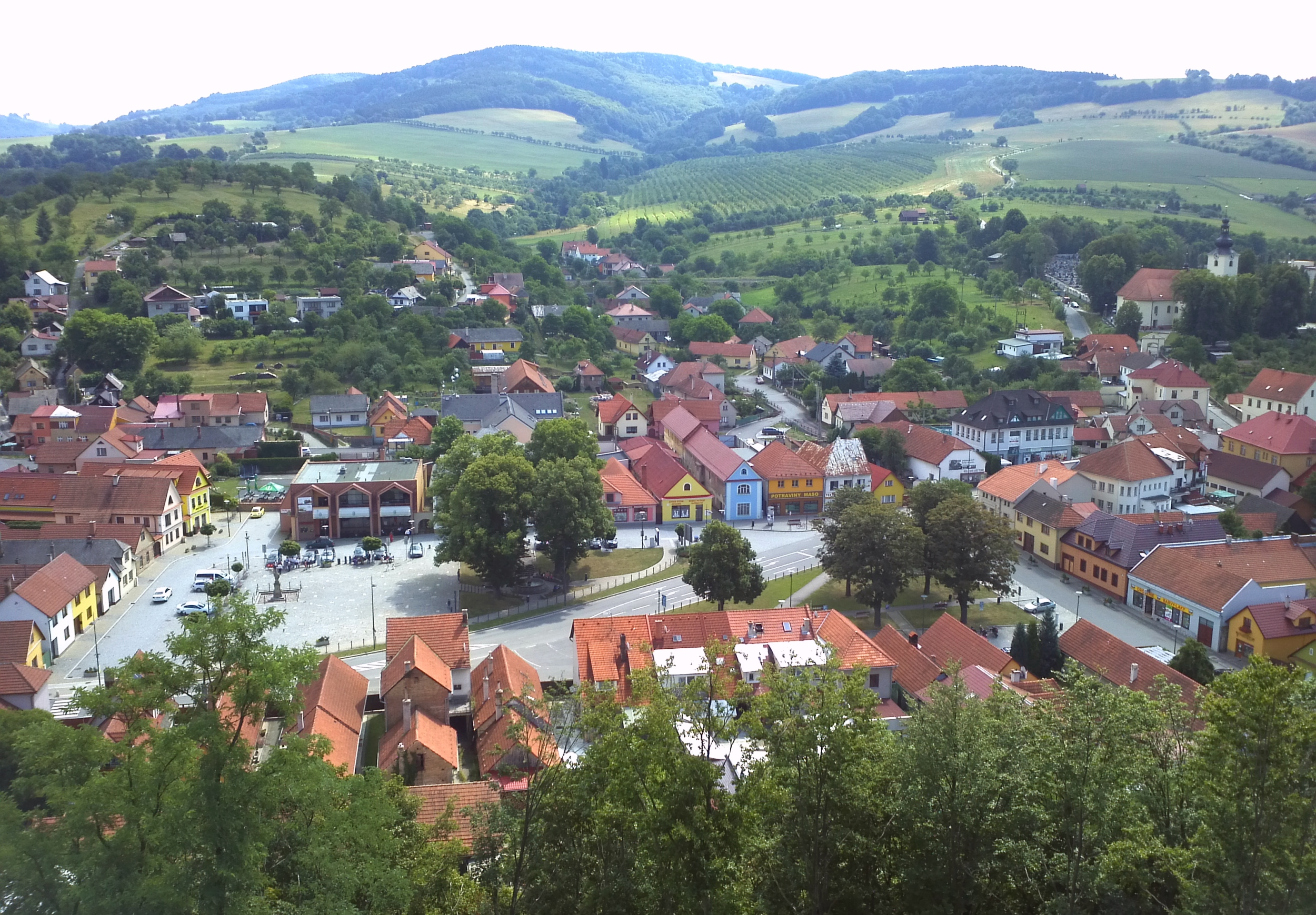
Centrul orașului Brumov

Primele dovezi ale așezării datează din epoca pietrei. În (sec. I î.Hr.) la Brumov era un fort din lemn pe drumul dinspre Ungaria către Moravia.
În jurul anului 1225, în Brumov a fost construit un castel regal în stil romanic târziu, unul dintre cele mai vechi din Moravia.
Prima mențiune scrisă despre Brumov datează din anul 1255.
Castelul și satul au fost deținute de Olřich din Hradec⁠(d) la începutul secolului al XIII-lea și al XIV-lea și de Boček din Kunštát⁠(d) la începutul secolului al XV-lea.
După Războaiele Husite, castelul a ajuns din nou în proprietatea regală.
În secolul al XV-lea, Brumov a avut mai mulți stăpâni și a fost folosit la raidurile din zona înconjurătoare și mai ales în Ungaria.
Satul Bylnice a fost menționat pentru prima dată în 1424 ca parte a moșiei Brumov și a împărtășit istoria și proprietarii cu acesta. În 1503, Brumov a fost numit pentru prima dată oraș.
La începutul secolului al XVI-lea, Brumov a fost achiziționat de către domnii din Lomnice, care au reconstruit castelul și l-au făcut reședința principală a proprietăților lor din Moravia. În timpul domniei lor, Brumov a prosperat. Au vândut Brumov lui Zdeněk Kavka din Říčany în 1574.
În secolul al XVII-lea, Brumov și Bylnice au suferit datorită invaziilor, deoarece acestea au fost primele așezări pe care le-a întâlnit inamicul în drumul dinspre Ungaria. După invazia turcilor și tătarilor din 1663, Brumov a fost ars și aproape distrus. În 1683, Brumov a fost jefuit și devastat de rebeli sub conducerea lui Emeric Thököly și din nou în 1704 sub conducerea lui Francisc al II-lea Rákóczi. Ca urmare, Brumov și-a pierdut importanța.
În secolele al XVIII-lea și al XIX-lea, atât Brumov, cât și Bylnice și-au revenit, dar dezvoltarea a fost din nou încetinită de incendii și epidemii de holeră.
Calea ferată spre Bylnice a fost construită în 1887 și a devenit un factor important în dezvoltarea zonei. Calea ferată a fost construită la Brumov în 1928.
La 1 iulie 1964, cele două comune Brumov și Bylnice au fost unite pentru a forma Brumov-Bylnice, iar noua comună a primit statutul de oraș. Din 1976, satele Svatý Štěpán și Sidonie au fost alăturate orașului. În 1997, granița ceho-slovacă a fost schimbată și o parte din teritoriul slovac a fost anexată comunei Brumov-Bylnice.

## Transporturi
Trecerea rutieră de frontieră Brumov-Bylnice / Horné Srnie este situată pe teritoriul comunei Brumov-Bylnice. 
Prin oraș trece drumul I/57 de la granița ceho-slovacă până la Vsetín și mai departe spre orașul Opava.
Pe teritoriul comunal se găsesc trei gări: Bylnice, Brumov, Brumov střed și, de asemenea, Návojná, care deservește comuna vecină Návojná.
Bylnice este punctul terminus și punctul de plecare al liniilor de cale ferată către Vsetín (prin Brumov) și către Bojkovice.

## Obiective turistice

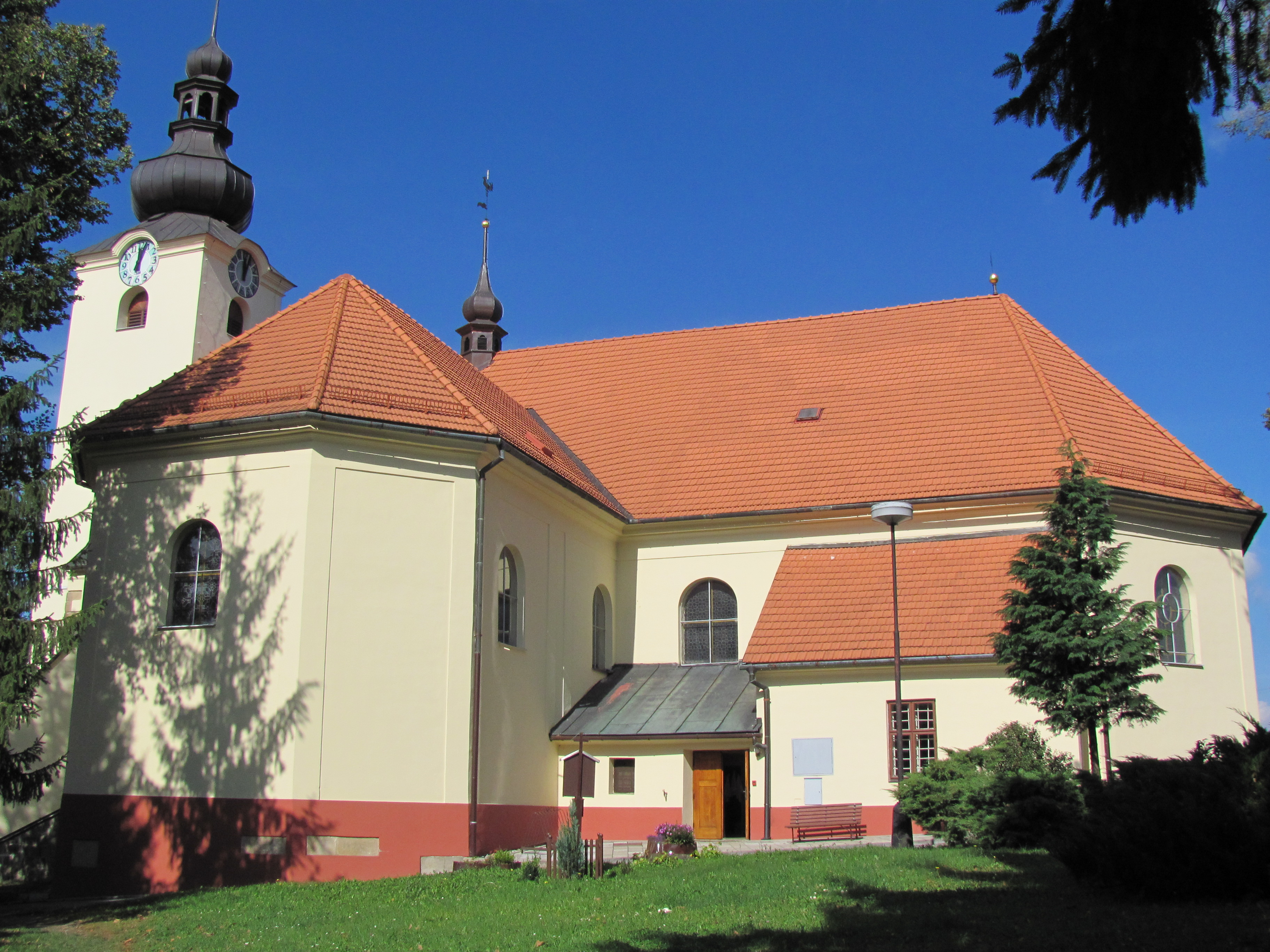
Biserica „Sfântul Venceslau” din Brumov

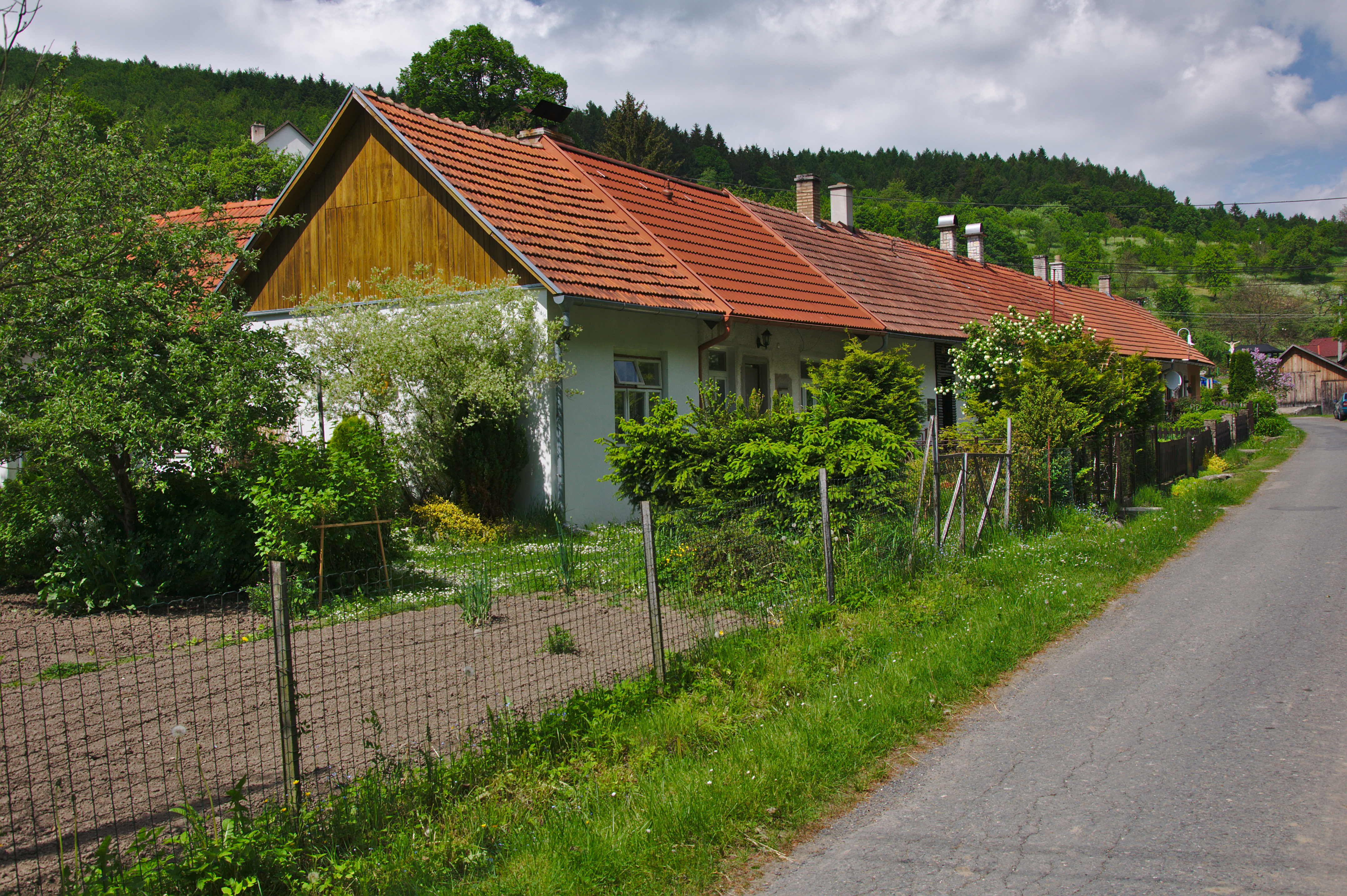
Colonia muncitorilor

Ruinele castelului regal reprezintă cel mai important monument din Brumov-Bylnice și unul dintre cele mai importante monumente istorice din regiune. A fost unul dintre cele mai importante castele din Moravia. Castelul a fost avariat de un incendiu în 1760 și abandonat după 1826.
Biserica parohială „Sfântul Venceslau” din Brumov a fost ridicată probabil înainte de sfârșitul secolului al XIII-lea sau începutul secolului al XIV-lea. A fost complet reconstruită în 1511 când a fost adăugat turnul. În 1834, a fost reconstruită în forma sa actuală. Clopotul său este din 1671.
Grupul sculptural baroc al Sfintei Treimi din piața orașului este din 1777. Alte sculpturi din oraș sunt sfinții Ioan Nepomuk (din 1730), Florian (din 1755) și Gotthard (din 1771).

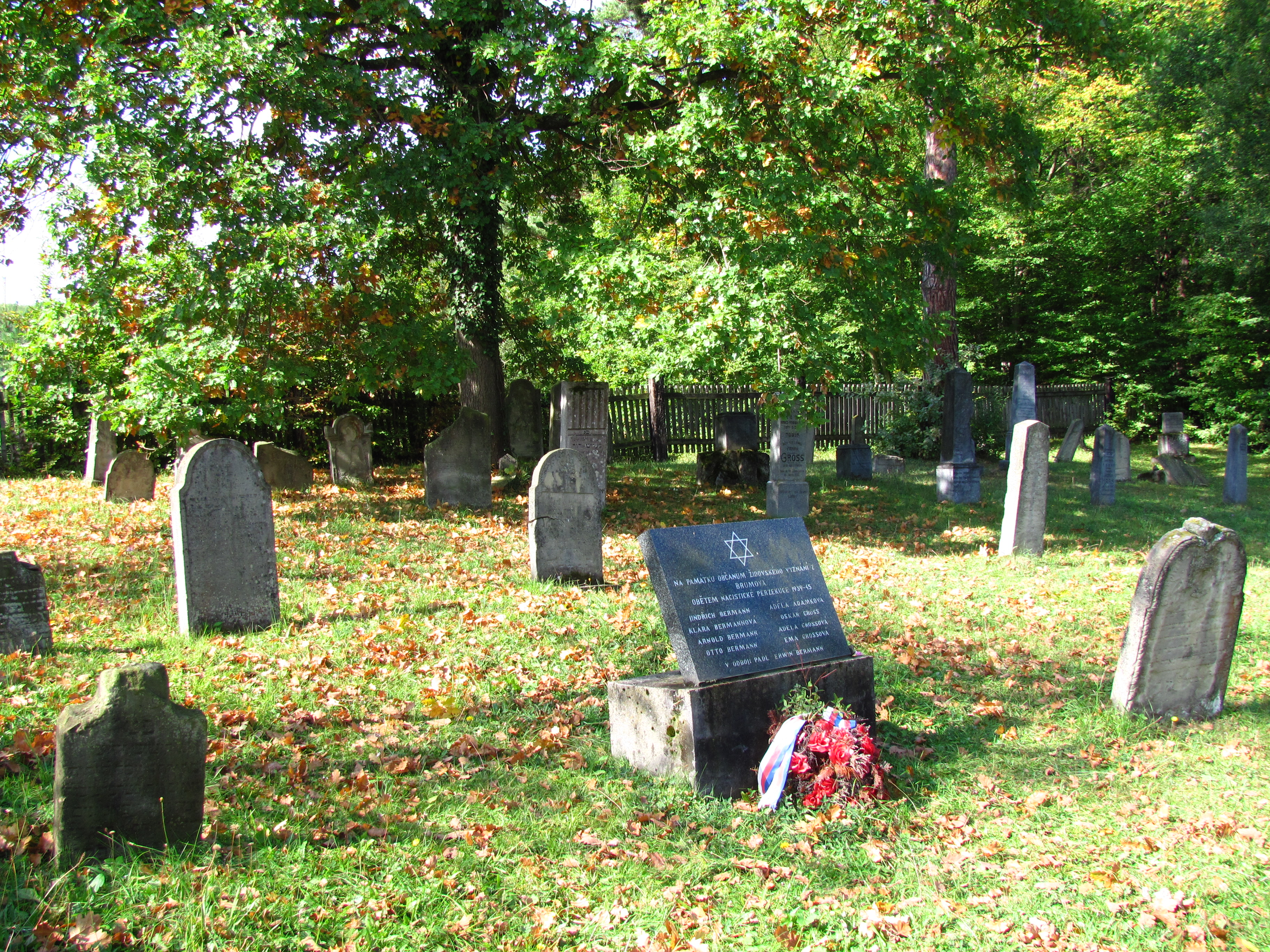
Cimitirul evreiesc din Brumov-Bylnice (în)

Cimitirul evreiesc (în cehă Židovský hřbitov v Brumově) de la marginea orașului este singurul de acest fel de pe teritoriul districtului Zlín. Existența cimitirului este documentată pentru prima dată în 1758. Ultima înmormântare a avut loc aici în 1931. Cimitirul este protejat ca monument cultural al Republicii Cehe. În cimitirul evreiesc local, a cărui suprafață se întinde pe o suprafață de 755 m2, s-au păstrat aproximativ 75 de pietre funerare (matzev), cea mai veche lizibilă datând din 1785. În 1985, cimitirul a suferit o renovare completă. A fost construit un gard nou și pietrele funerare găsite au fost reinstalate în locurile lor originale. În 1993, aici a fost dezvelită o placă comemorativă a victimelor Holocaustului de la Brumov-Bylnice. Comunitatea evreiască din Brumov a încetat să mai existe sub legea din 1890. Până la ocupația nazistă a Boemiei și Moravei, cimitirul a fost îngrijit de comunitatea evreiască din Uherský Brod⁠(d).
Colonia muncitorilor documentează nivelul de trai al sticlarilor de la sfârșitul secolului al XIX-lea și începutul secolului al XX-lea. Cu toate acestea, acest ansamblu unic și rar din punct de vedere istoric de locuințe ale foștilor muncitori este astăzi modificat de diferite ajustări ale proprietarilor de case individuale. Întregul bloc este acoperit cu un acoperiș în două versiuni cu lucarne din lemn.

## Persoane notabile
- Ludvík Vaculík (1926 – 2015), scriitor, jurnalist
- Tomáš Řepka⁠(d) (n. 1974), fotbalist;
- Libor Kozák (n. 1989), fotbalist.

## Orașe înfrățite
Brumov-Bylnice este înfrățită cu:
- Horné Srnie, Slovacia

## Galerie de imagini

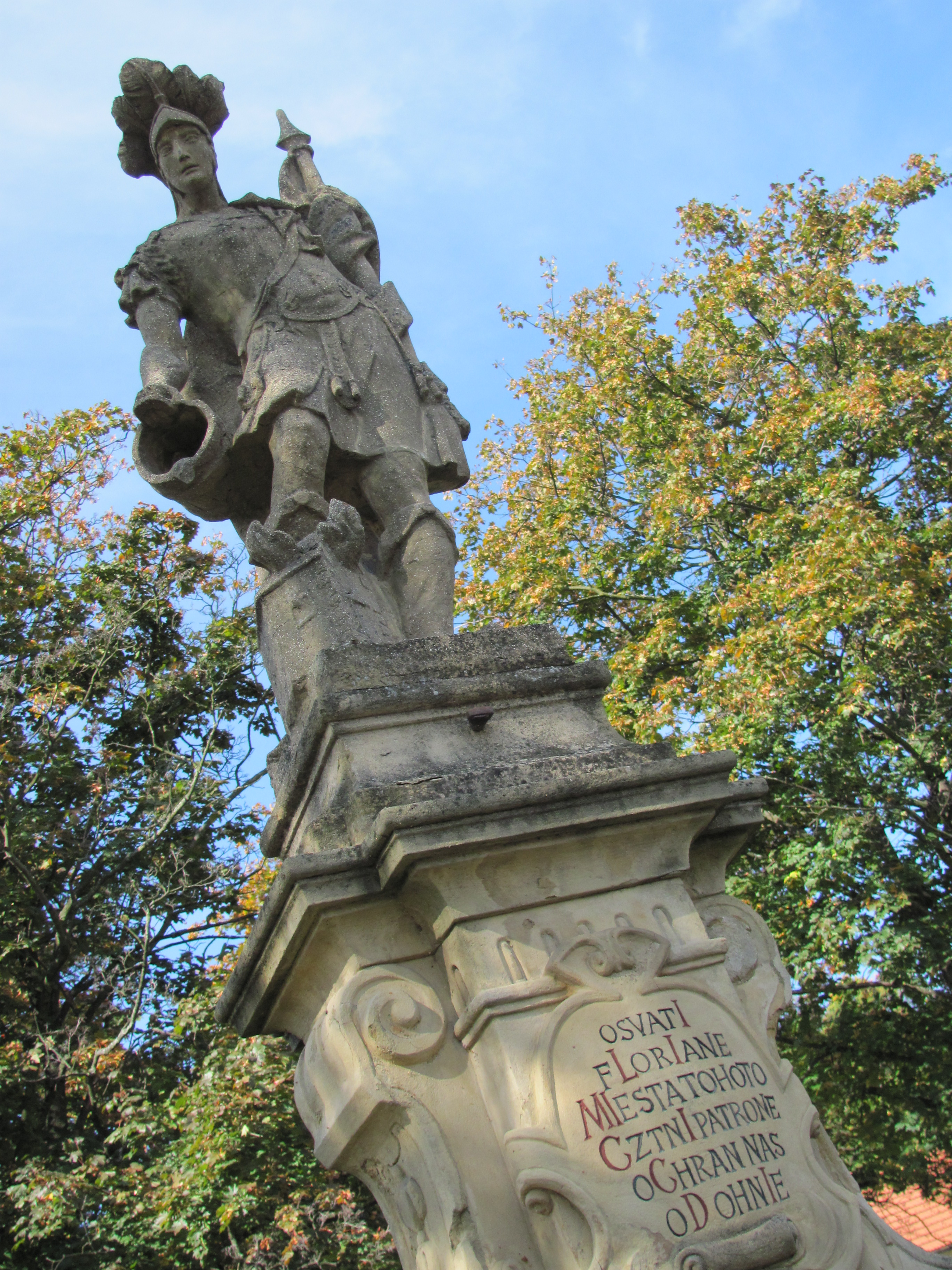
Statuia Sfântului Florian
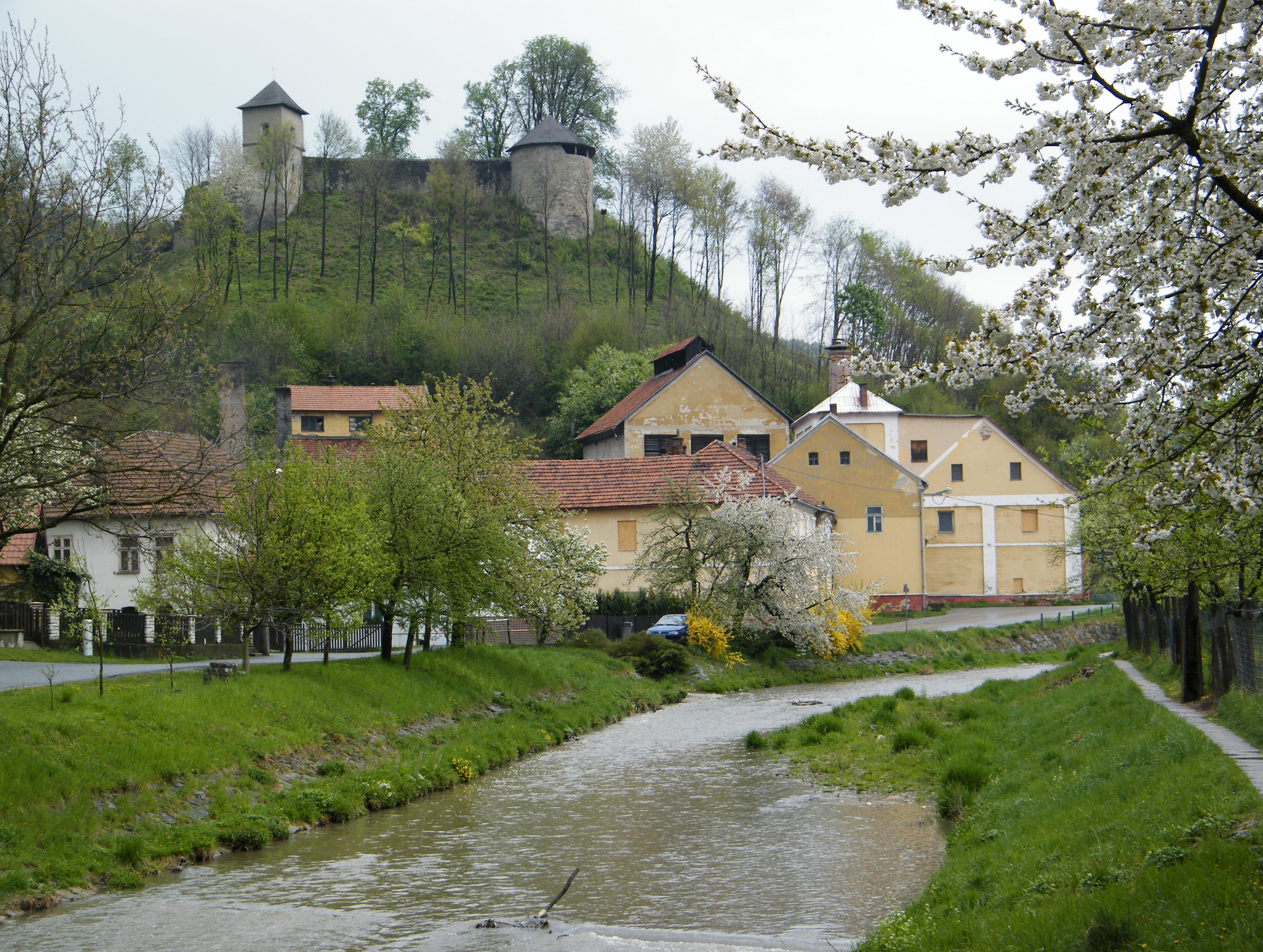
Vedere spre Castelul Brumov
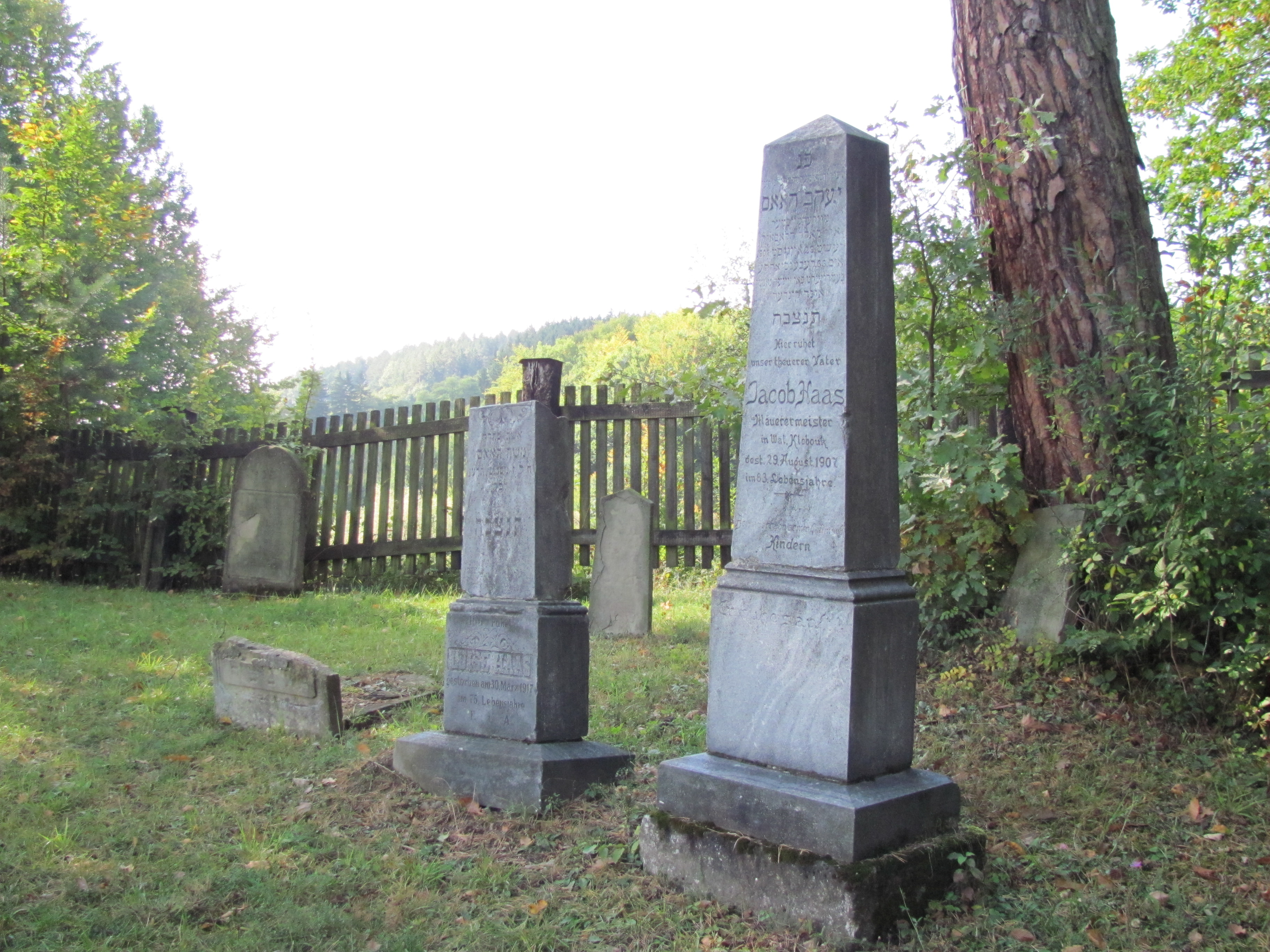
Cimitirul evreiesc